# Syllepte fraterna
Syllepte fraterna là một loài bướm đêm trong họ Crambidae.